# BB3B
BB3B è una serie televisiva animata prodotta da Tell-Tale Productions e BBC, consistente di tredici episodi trasmessi a partire dal 1° gennaio 2005. La serie viene mandata in onda dalla BBC nel Regno Unito e dalla ABC in Australia. È stata creata da Iain Lauchlan e Will Brenton, autori anche di Tweenies, Boo!, Fun Song Factory e Jim Jam and Sunny.

## Trama
La serie ruota intorno alla vita di due piccoli gemelli, Lucy e Louie, e le loro paure relative al loro nuovo fratellino, Billy Bob. BB3B infatti è la sigla di Billy Bob Third Baby ("Billy Bob terzo bimbo"). Generalmente in ogni episodio accade qualcosa che fa pensare a Lucy e Louie che Billy Bob possa essere un extraterrestre, e i due gemelli quindi fanno di tutto per smascherarlo e impedire l'invasione aliena, aiutati da Chubba, un loro amico adolescente. La serie è ambientata nell'immaginaria città statunitense di Sunnyfield.